# De Dietrich DN 11
Le De Dietrich DN 11 est un prototype d'autorail fabriqué par De Dietrich et circulant sur les voies de la SNCF à partir de 1948.
D'abord automotrice à vapeur, l'engin est transformé en 1956 en un autorail à moteur Diesel pour la mise au point d'une nouvelle boîte de vitesses ; il est retiré du service en 1965, trois ans après avoir été renuméroté X 49011.

## Historique
En 1939, De Dietrich s'intéresse aux possibles applications ferroviaires mais aussi routières des chaudières à vaporisation instantanée mises au point par M. Schwanger. Le constructeur souhaite expérimenter ce principe sur un autorail prototype de sa fabrication. La Seconde Guerre mondiale retarde la concrétisation du projet et, quand le prototype DN 11 est mis sur les rails en 1948, la technologie est déjà dépassée ; bien que les essais soient concluants, ils prennent fin en 1952.
En 1956, l'autorail est remotorisé avec un groupe Diesel et sert à expérimenter une nouvelle boîte de vitesse destinée aux X 4300, X 4500 et à la motrice Diesel des ETG.
L'autorail, qui demeure la propriété de De Dietrich, est loué à la SNCF ; celle-ci le renumérote X 49011 en 1962. Affecté au dépôt de Strasbourg pendant toute sa carrière, il circule sur les lignes voisines vers Haguenau, Saint-Dié-des-Vosges et Wissembourg. Tractant jusqu'à trois remorques unifiées, il parcourt environ 400 000 km jusqu'en 1965, année où il est retiré du service commercial,.

## Caractéristiques

### Autorail à vapeur
Le prototype se présente sous l'aspect d'un autorail De Dietrich à « nez pointu » mais avec une motorisation totalement inédite.
Installées sous la caisse de l'appareil, quatre chaudières au fioul sont reliées à deux moteurs compound à deux pistons. Chacun de ces moteurs est fixé sur un bogie dont il actionne un essieu — les moteurs fixés sur le bogie sont une caractéristique des autorails De Dietrich. Placé derrière chaque cabine de conduite, un groupe condensateur alimente en eau le moteur correspondant.
L'espace intérieur est divisé en deux compartiments. Le plus petit accueille 16 passagers en 1re/2e classe (fauteuils individuels 2 + 2) et le plus grand propose 35 places (banquettes 3 + 2) et trois strapontins en 3e classe. La longueur totale de l'engin est de 23,091 m.

### Autorail à moteur Diesel
La re-motorisation a lieu en 1956 alors que l'autorail est garé depuis 1952. Tous les équipements liés à la traction à vapeur sont déposés. Les sièges du petit compartiment passagers sont démontés pour laisser la place à un moteur Diesel Saurer SBD non suralimenté à douze cylindres en V d'une puissance de 368 kW (500 ch) mais limité à 353 kW (480 ch). Celui-ci est relié à une boîte de vitesses DD 829 RS automatique à huit rapports située au niveau du bogie côté moteur. Le groupe condensateur correspondant est transformé en radiateur de refroidissement du moteur.
Pour cette seconde phase d'expérimentations, l'autorail reçoit la livrée vert olive clair et crème des RGP. La troisième classe ayant disparu, l'autorail est intégralement dédié à la seconde classe. Visuellement, il se distingue surtout des autres De Dietrich par l'absence de grilles de refroidissement frontales, l'aspiration de l'air qui refroidit le moteur se faisant par une grille latérale derrière la cabine de conduite.